# Ministr ekologie a životního prostředí Čínské lidové republiky
Ministr ekologie a životního prostředí Čínské lidové republiky (čínsky v českém přepisu čung-chua žen-min kung-che-kuo šeng-tchaj chuan-ťing pu pu-čang, pchin-jinem zhōnghuá rénmín gònghéguó shēngtài huánjìng bù bùzhǎng, znaky zjednodušené 中华人民共和国生态环境部部长) je člen Státní rady, vlády Čínské lidové republiky, který stojí v čele Ministerstva ekologie a životního prostředí Čínské lidové republiky.
Formálně je do funkce ministr nominován premiérem a následně schválen Všečínským shromážděním lidových zástupců nebo jeho stálým výborem.
Od dubna 2020 post ve druhé Li Kche-čchiangově vládě zastává Chuang Žun-čchiou.

## Seznam ministrů
Seznam obsahuje také ministry, kteří stáli v čele Ministerstva ochrany životního prostředí, orgánu nahrazeného Ministerstvem ekologie a životního prostředí v roce 2018.
| #                                      | Portrét                             | Jméno                               | Narození a úmrtí                    | Funkční období                      | Funkční období                      | Funkční období                      | Vláda                               |
| #                                      | Portrét                             | Jméno                               | Narození a úmrtí                    | Nástup do úřadu                     | Opuštění úřadu                      | Dny v úřadu                         | Vláda                               |
| Ministr ochrany životního prostředí    | Ministr ochrany životního prostředí | Ministr ochrany životního prostředí | Ministr ochrany životního prostředí | Ministr ochrany životního prostředí | Ministr ochrany životního prostředí | Ministr ochrany životního prostředí | Ministr ochrany životního prostředí |
| -------------------------------------- | ----------------------------------- | ----------------------------------- | ----------------------------------- | ----------------------------------- | ----------------------------------- | ----------------------------------- | ----------------------------------- |
| 1.                                     |                                     | Čou Šeng-sien 周生贤                | * 1949                              | 17. března 2008                     | 27. února 2015                      | 6 let a 347 dní                     | Wen Ťia-pao II Li Kche-čchiang I    |
| 2.                                     |                                     | Čchen Ťi-ning 陈吉宁                | * 1964                              | 27. února 2015                      | 27. června 2017                     | 2 roky a 120 dní                    | Li Kche-čchiang I                   |
| 3.                                     |                                     | Li Kan-ťie 李干杰                   | * 1964                              | 27. června 2017                     | 19. března 2018                     | 8 měsíců a 20 dnů                   | Li Kche-čchiang I                   |
| Ministr ekologie a životního prostředí |                                     |                                     |                                     |                                     |                                     |                                     |                                     |
| 1.                                     |                                     | Li Kan-ťie 李干杰                   | * 1964                              | 19. března 2018                     | 29. dubna 2020                      | 2 roky a 41 dní                     | Li Kche-čchiang II                  |
| 2.                                     |                                     | Chuang Žun-čchiou 黄润秋            | * 1963                              | 29. dubna 2020                      | úřadující                           | 4 roky a 306 dní                    | Li Kche-čchiang II                  |